# Weltervikt
Weltervikt är en viktklass inom flera idrotter, bland annat boxning och MMA. MMA-utövare i weltervikt får väga som mest 77,1 kilo. För proffsboxare är maxvikten 66,7 kilo. För amatörboxare är gränsen 69 kilo.